# Cirrhilabrus randalli
Cirrhilabrus randalli är en fiskart som beskrevs av Allen, 1995. Cirrhilabrus randalli ingår i släktet Cirrhilabrus och familjen läppfiskar. IUCN kategoriserar arten globalt som livskraftig. Inga underarter finns listade i Catalogue of Life.